# ТУ10
ТУ10 («Тепловоз узкоколейный, тип десятый», «Колибри») — узкоколейный тепловоз, спроектированный Камбарским машиностроительным заводом в 2010 году для детских железных дорог ОАО «РЖД». Заявляется производителем как тепловоз «для узкоколейных перевозок пассажиров и технического персонала».
В связи с экономическими санкциями тепловоз прошел полную замену зарубежных комплектующих на произведенные в России.

## Технические характеристики
Тепловоз ТУ10 оборудован:

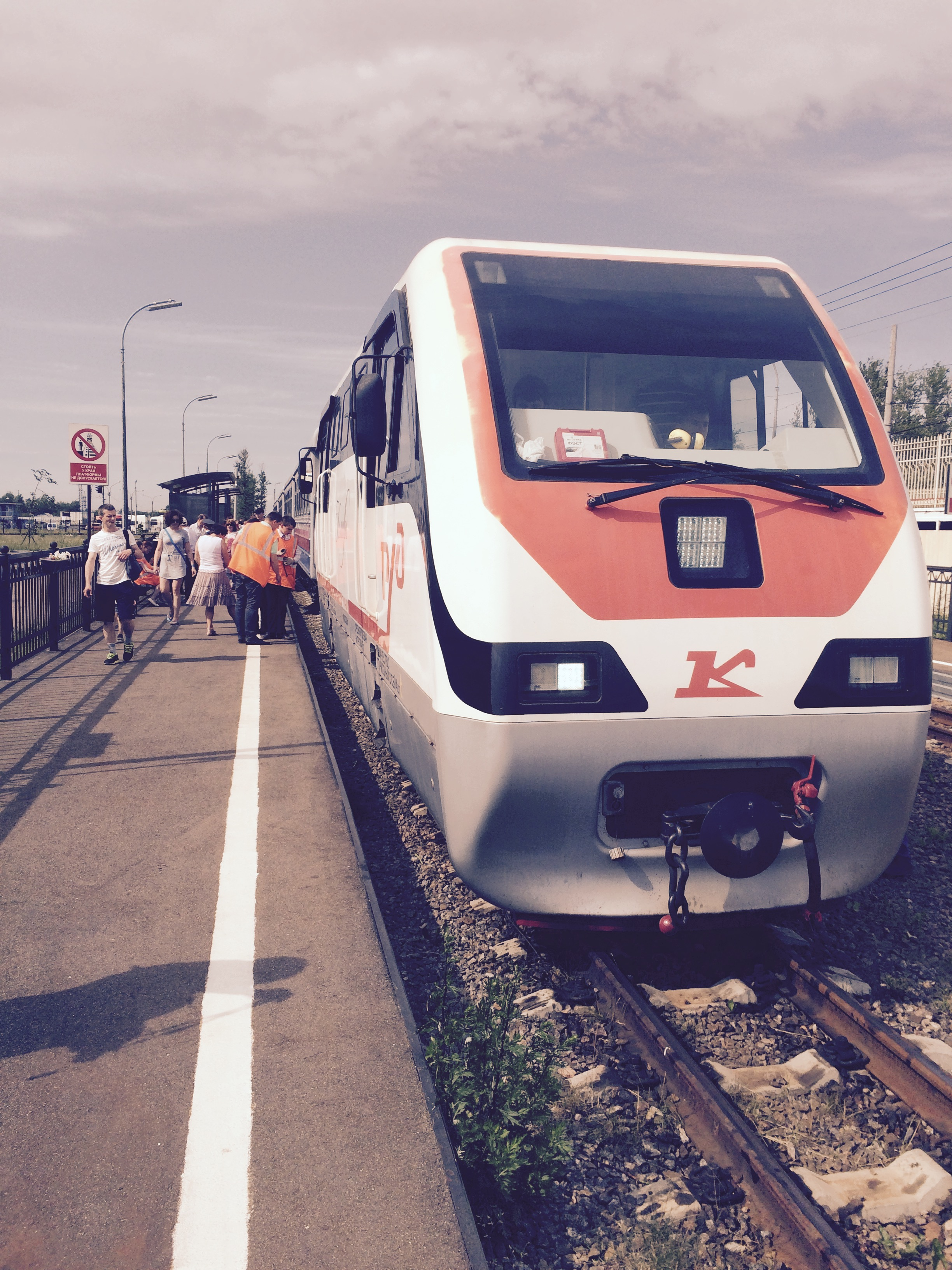
ТУ10 — 001 с пассажирским поездом на станции Царскосельская

- двумя унифицированными кабинами управления, с установкой системы «климат-контроль»;
- эргономическими пультами управления и регулируемыми креслами машиниста и помощника машиниста;
- двигателем ЯМЗ 6563.10 мощностью 230 л. с. (класс экологической безопасности Евро-3);
- гидромеханической передачей VOITH D864, DIWA 3E;
- микропроцессорной электронной системой управления, контроля и диагностики;
- устройством КЛУБ-УП с регистрацией параметров движения;
- автоматической системой пожарной сигнализации и пожаротушения;
- радиостанцией РВС-1-01; также имеется переносная радиостанция на месте помощника машиниста.(Кроме ТУ10-032)

На тепловозе применены энергосберегающие технологии. Установлены светодиодные сигнальные приборы, фонари освещения, прожекторы и буферные фонари.
Тепловоз имеет четыре наружных выхода, два тамбура, разделяющих кабины и дизельное помещение, окна боковые раздвижные, прислонного типа.

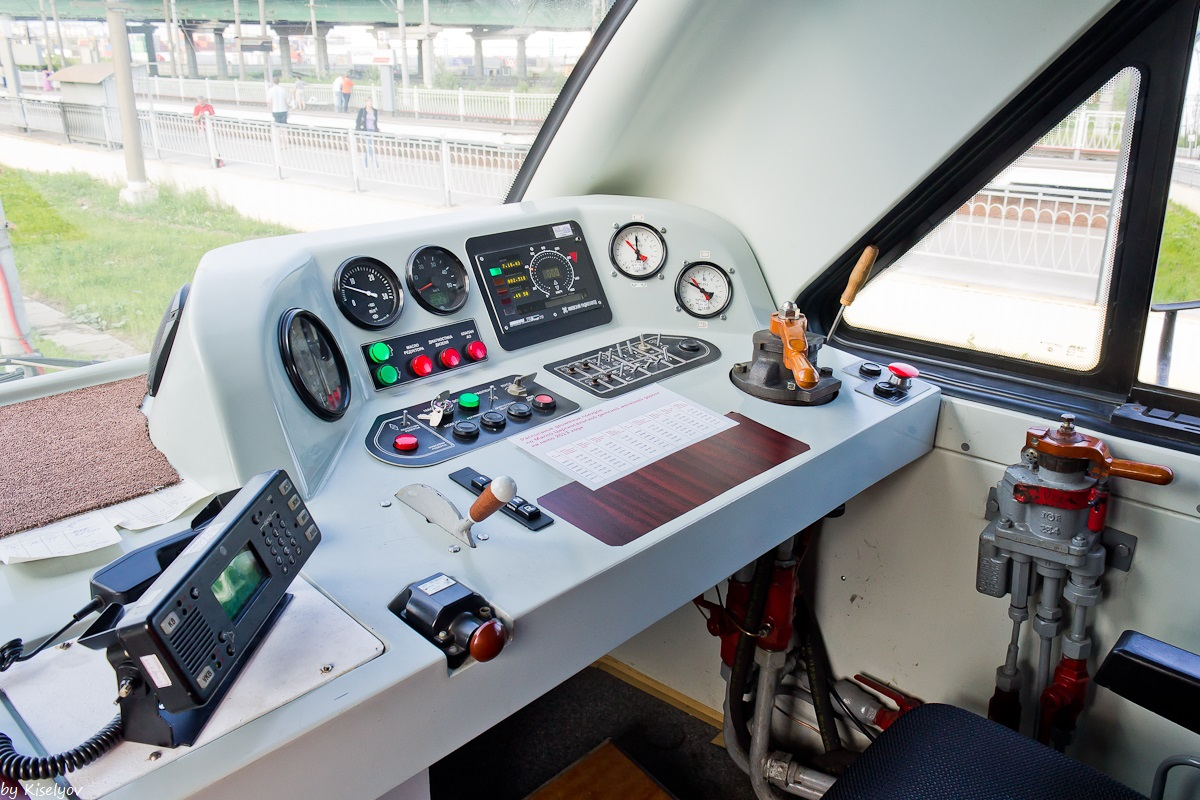
Пульт машиниста в кабине тепловоза ТУ10-001
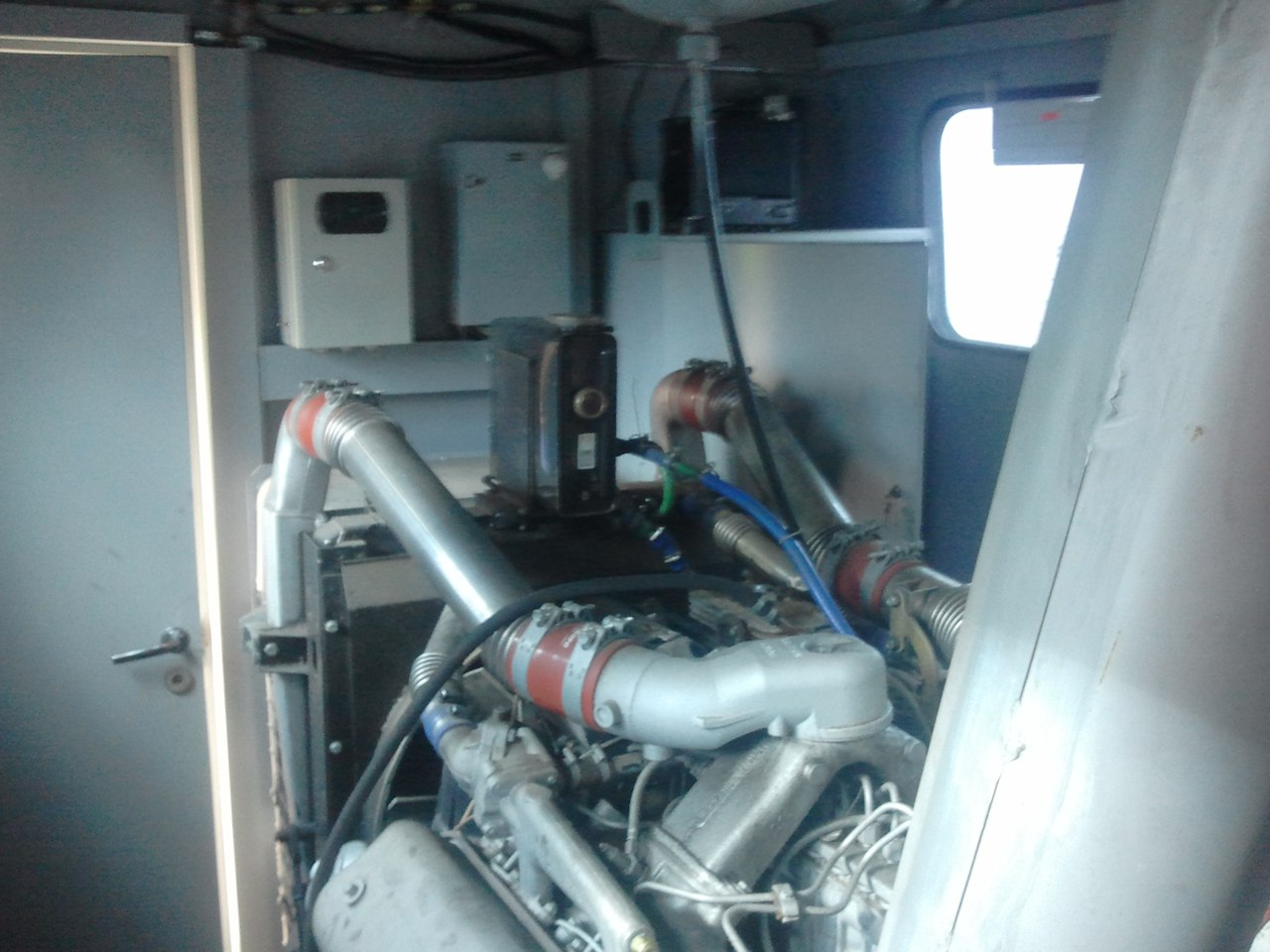
Дизельное помещение тепловоза ТУ10 - 030
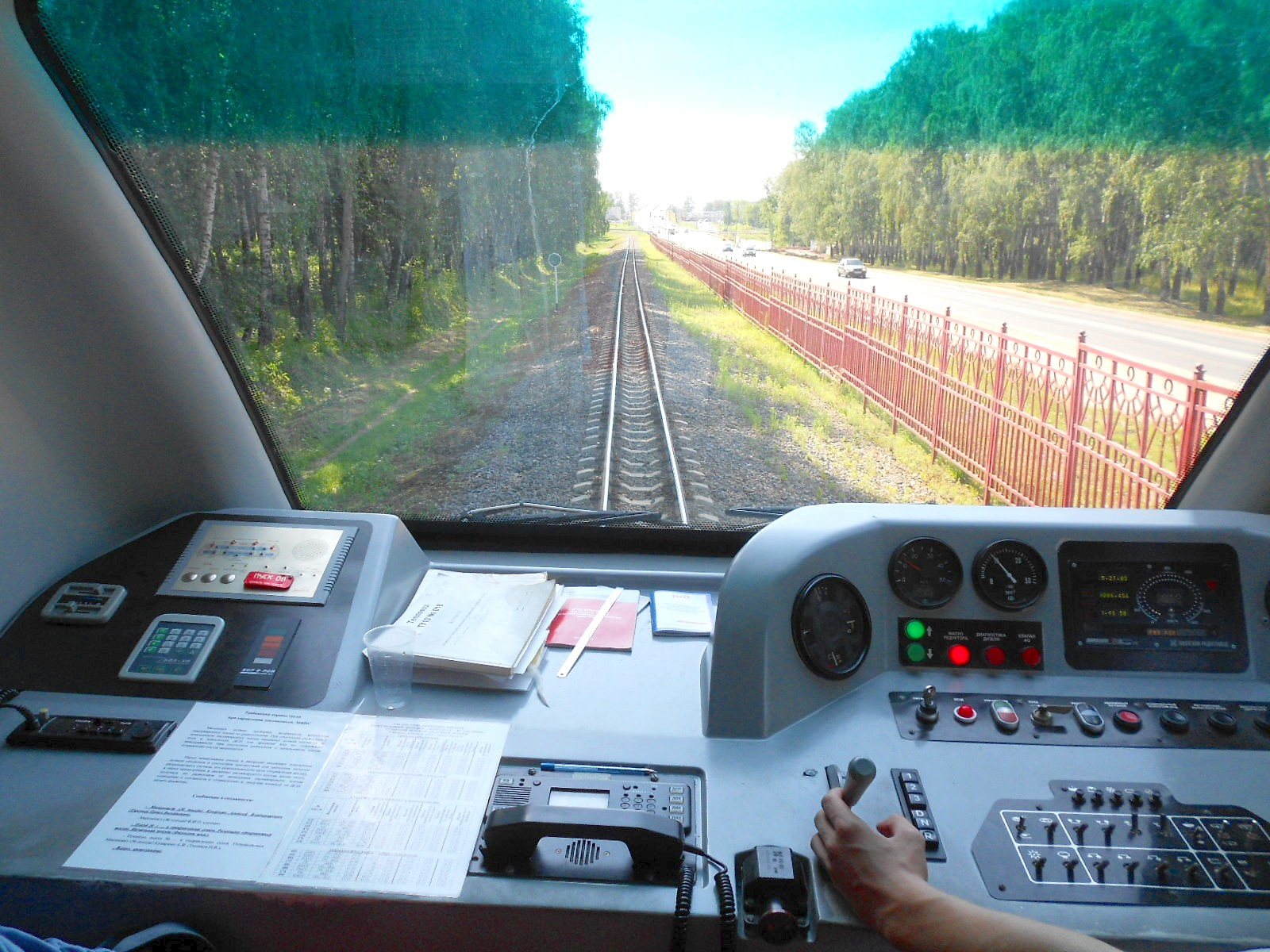
Вид из кабины тепловоза ТУ10-018

## Как испытывался
В результате эксплуатации и технического осмотра, испытаний выявлены недостатки в тормозной системе, а именно крайне низкая производительность компрессоров. Впервые это обнаружилось на тепловозе ТУ10-001, однако на последующих машинах проблема решена. Единственная проблема — плохая вентиляция машинного отделения.
Также отмечены сбои в гидромеханической передаче VOITH D864, DIWA 3E, что является следствием унификации данного узла с автобусными. Для устранения неполадок были приглашены специалисты с Камбарского машиностроительного завода. (Кроме ТУ10-032)

## Эксплуатация
| тепловоз | железная дорога                              | эксплуатация                                                     |
| -------- | -------------------------------------------- | ---------------------------------------------------------------- |
| ТУ10-001 | Малая Октябрьская железная дорога            | с августа 2010 года                                              |
| ТУ10-002 | Новомосковская детская железная дорога       | с сентября 2010 года                                             |
| ТУ10-003 | Горьковская детская железная дорога          | с ноября 2010 года                                               |
| ТУ10-004 | Приволжская детская железная дорога          | с декабря 2010 года                                              |
| ТУ10-005 | Южно-Сахалинская детская железная дорога     | с 2011 года                                                      |
| ТУ10-006 | Западно-Сибирская детская железная дорога    | с августа 2011 года                                              |
| ТУ10-007 | Курганская детская железная дорога           | прибыл в сентябре 2011 года, эксплуатация начата 4 мая 2012 года |
| ТУ10-008 | Пензенская детская железная дорога           | с августа 2011 года                                              |
| ТУ10-009 | Малая Северо-Кавказская железная дорога.     | с осени 2011 года                                                |
| ТУ10-010 | Уфимская детская железная дорога             | с декабря 2011 года                                              |
| ТУ10-011 | Тюменская детская железная дорога            | с весны 2012 года                                                |
| ТУ10-012 | Забайкальская детская железная дорога        | с весны 2012 года                                                |
| ТУ10-013 | Свердловская детская железная дорога         | с июля 2012 года                                                 |
| ТУ10-014 | Свободненская детская железная дорога        | с осени 2012 года                                                |
| ТУ10-015 | Малая Южно-Уральская железная дорога         | прибыл осенью 2012 года                                          |
| ТУ10-016 | Детская Восточно-Сибирская железная дорога   | прибыл в декабре 2012 года                                       |
| ТУ10-017 | Дальневосточная детская железная дорога      | прибыл в декабре 2012 года                                       |
| ТУ10-018 | Новомосковская детская железная дорога       | прибыл в 2012 году                                               |
| ТУ10-019 | Ростовская детская железная дорога           | прибыл в июле 2013 года                                          |
| ТУ10-020 | Малая Юго-Восточная железная дорога          | прибыл в сентябре 2013 года                                      |
| ТУ10-021 | Оренбургская детская железная дорога         | прибыл в октябре 2013 года                                       |
| ТУ10-022 | Казанская детская железная дорога            | прибыл в декабре 2013 года                                       |
| ТУ10-023 | Кемеровская детская железная дорога          | прибыл в январе 2014 года                                        |
| ТУ10-024 | Ярославская детская железная дорога          | прибыл в январе 2014 года                                        |
| ТУ10-025 | Малая Октябрьская железная дорога            | прибыл в июле 2014 года                                          |
| ТУ10-026 | Ростовская детская железная дорога           | прибыл в июле 2014 года                                          |
| ТУ10-027 | Малая Забайкальская железная дорога          | прибыл в 2015 году                                               |
| ТУ10-028 | Оренбургская детская железная дорога         | прибыл в июне 2015 года                                          |
| ТУ10-029 | Тюменская детская железная дорога            | прибыл в июне 2015 года                                          |
| ТУ10-030 | Малая Октябрьская железная дорога            | прибыл в октябре 2015 года                                       |
| ТУ10-031 | Приволжская детская железная дорога          | прибыл в 2016 году                                               |
| ТУ10-032 | Московская детская железная дорога           | прибыл 10.04.2018                                                |
| ТУ10-033 | Малая Улан-Баторская детская железная дорога | отправлен с завода 15.09.2021                                    |
| ТУ10-034 | Семейская детская железная дорога            | Поступил в 2024 году                                             |

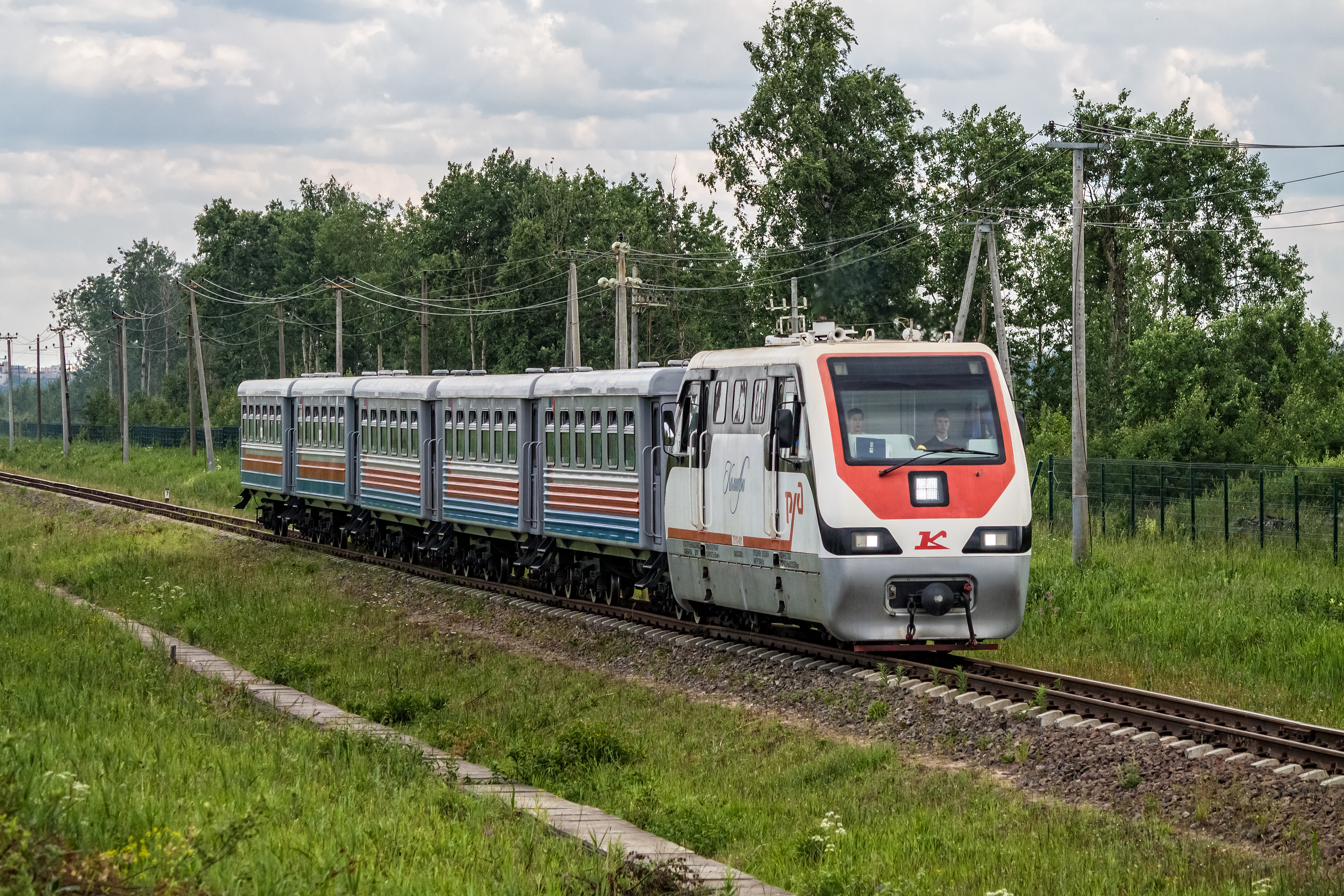
ТУ10-001
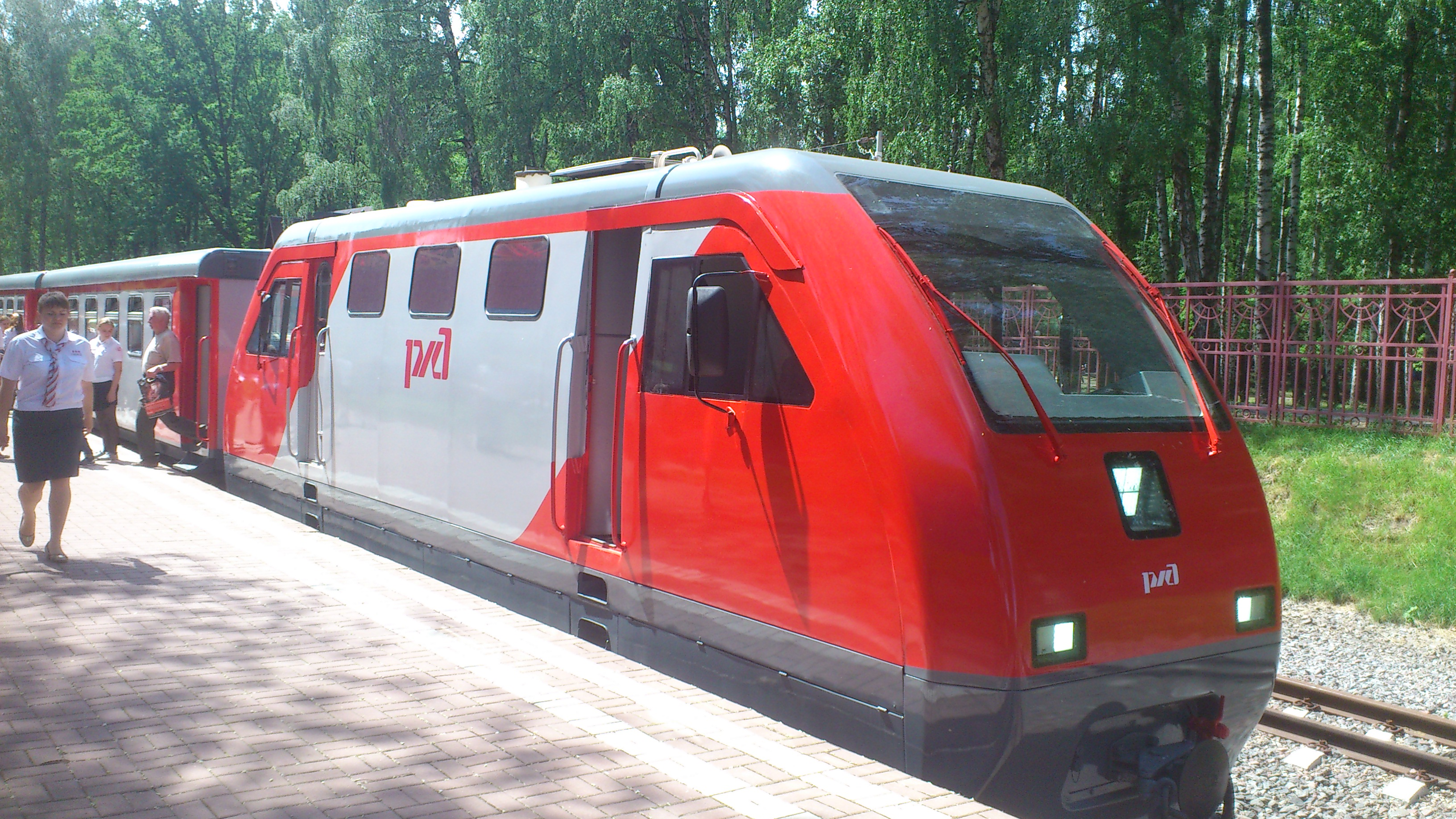
ТУ10-002 в корпоративной окраске РЖД

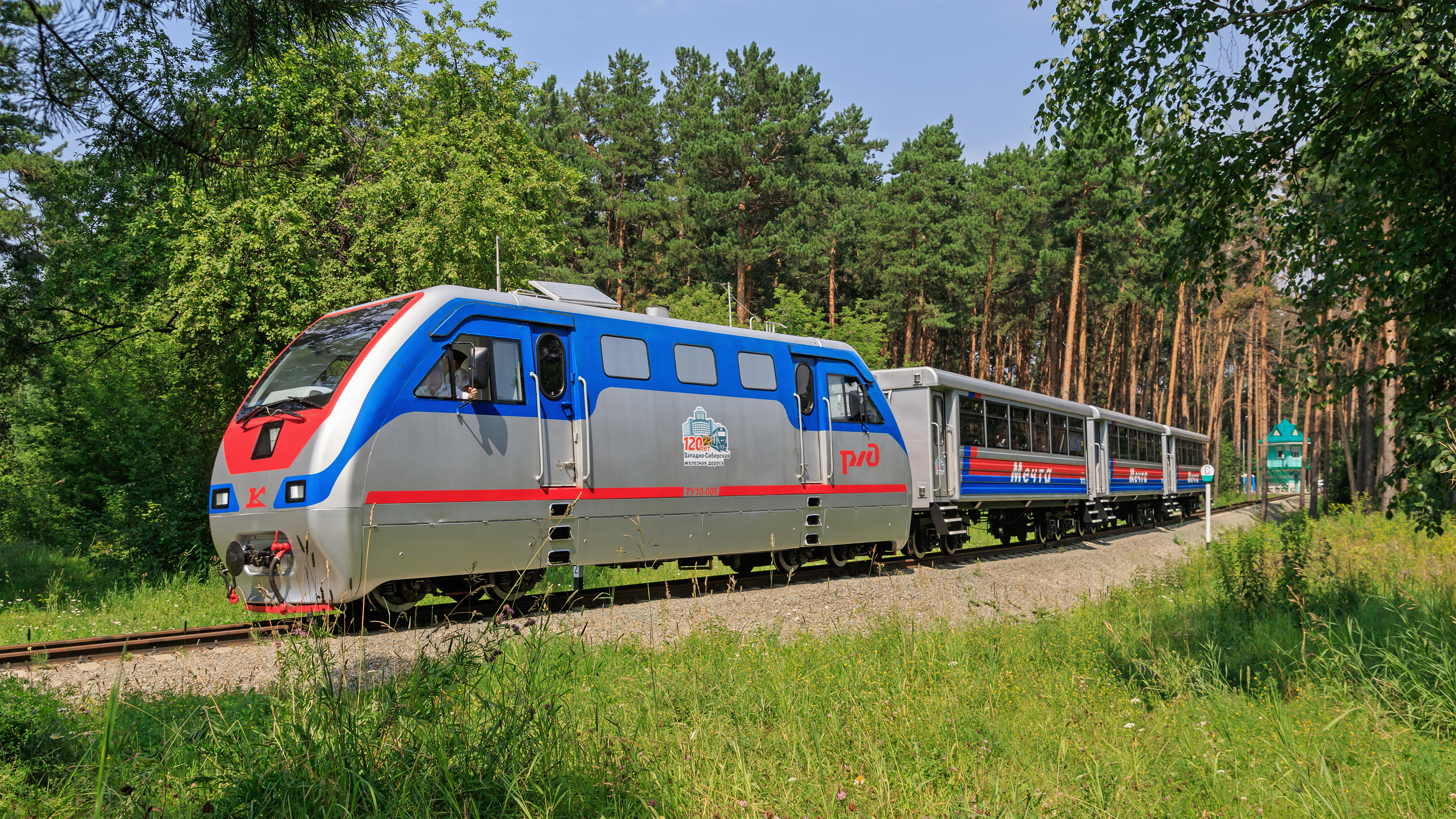
ТУ10-006 на Малой Западно-Сибирской железной дороге
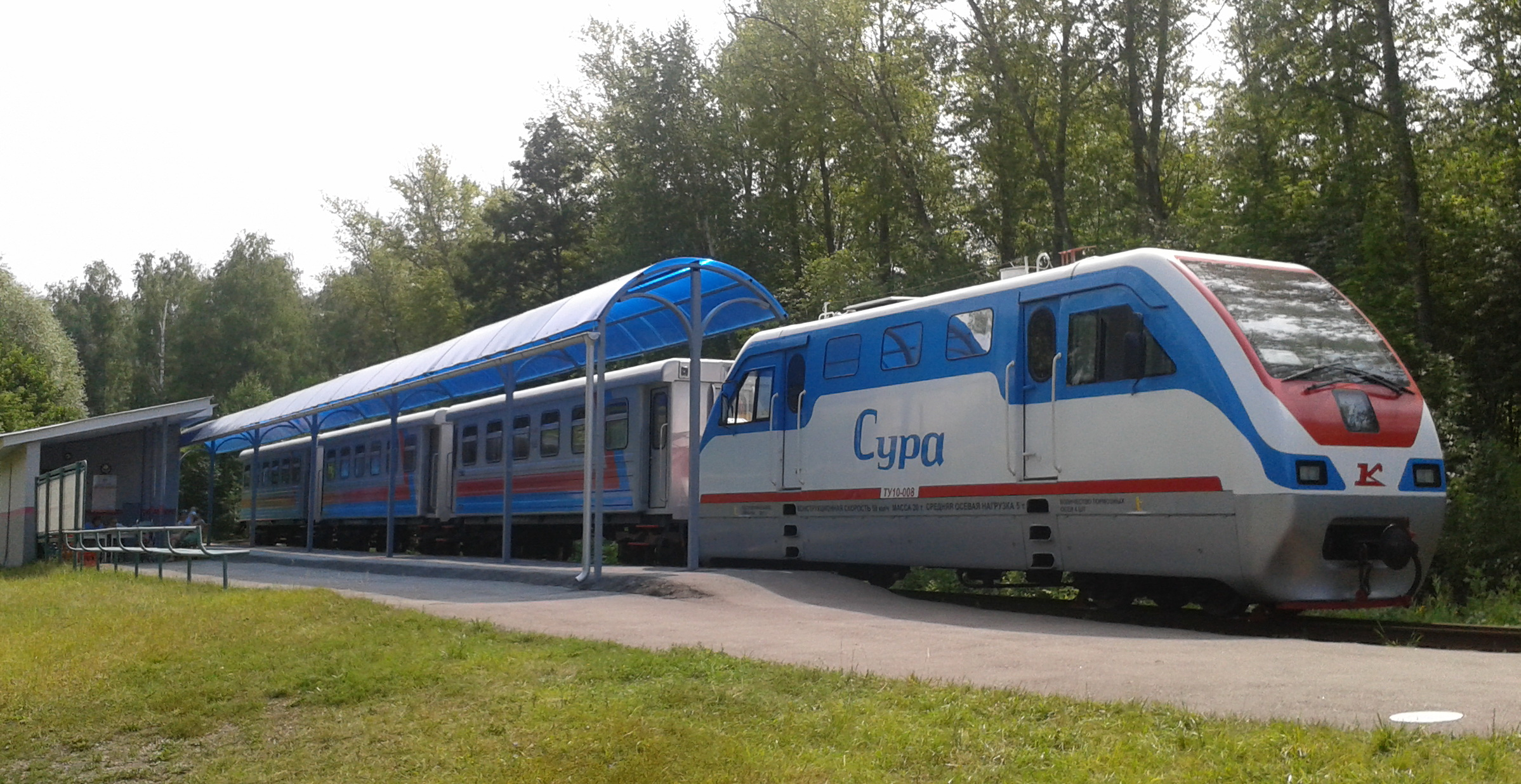
ТУ10-008 на Пензенской детской железной дороге